# インヴィテーション (アンドリュー・ヒルのアルバム)
『インヴィテーション』（Invitation）は、アメリカ合衆国のジャズ・ピアニスト、アンドリュー・ヒルが1974年に録音・1975年に発表したスタジオ・アルバム。

## 解説
ヒルは1970年にブルーノート・レコードを離れてから、本作の録音に至るまでリーダー・セッションは途絶えていたが、その間にもコンサートや作曲といった音楽活動は継続し、また、コルゲート大学の講師も務めていた。収録曲のうち「インヴィテーション」と「ラヴェルネ」は、ヒルが1974年12月から1975年1月に録音し、フリーダム・レコードから発売されたアルバム『スパイラル』でも再演されている。
ケン・ドライデンはオールミュージックにおいて5点満点中4点を付け、「キャットフィッシュ」に関して「ポスト・バップとアヴァンギャルドの間を行ったり来たりしている」、「ロスト・ノー・モア」に関して「ヒルの演奏の方向性が度々切り替わり、聴き手の予断を許す余地がほとんどない」と評している。

## 収録曲
特記なき楽曲はアンドリュー・ヒル作曲。
1. キャットフィッシュ - "Catfish" - 6:31
2. ロスト・ノー・モア - "Lost No More" - 5:23
3. モーニング・フラワー - "Morning Flower" - 12:19
4. インヴィテーション - "Invitation" (Bronisław Kaper) - 8:40
5. ラヴェルネ - "Laverne" - 7:33
6. リトル・ジョン - "Little John" - 6:51

### 1992年リマスターCDボーナス・トラック
1. キャットフィッシュ（Take 3） - "Catfish (Take 3)" - 10:41

## 参加ミュージシャン
- アンドリュー・ヒル - ピアノ
- クリス・ホワイト - ベース
- アート・ルイス - ドラムス